# Confix
Een confix is in de hedendaagse morfologie een bijzonder soort affix, waarvan de betekenis minder abstract is dan die van traditionele affixen. Bijvoorbeeld:
- -craat in aristocraat, democraat, plutocraat, etc.
- bio- in talloze samenstellingen als bio-ingenieur, bio-eieren, biobrandstof, etc.

Men kan niet opperen dat het in deze gevallen om samenstellingen gaat; confixen zijn namelijk geen vrije morfemen, dus gaat het om afleidingen. Anderzijds hebben deze kleine morfemen een duidelijk lexicale betekenis, in tegenstelling tot de grammaticaal functionerende overige soorten affigering. Daardoor dient men ze als een afzonderlijk soort affix te beschouwen.